# Pholcus lucifugus
Pholcus lucifugus är en spindelart som beskrevs av Simon och Fage 1922. Pholcus lucifugus ingår i släktet Pholcus och familjen dallerspindlar. Inga underarter finns listade i Catalogue of Life.